# Friedrichshain
Friedrichshain, Berlin-Friedrichshain (1933–1945 Horst-Wessel-Stadt) – dzielnica (Ortsteil) Berlina w okręgu administracyjnym Friedrichshain-Kreuzberg. Od 1 października 1920 w granicach miasta. Do zjednoczenia Niemiec we wschodnim Berlinie, NRD.
Znajdują się tutaj: plac Frankfurter Tor, most Oberbaumbrücke, Volkspark Friedrichshain, hala sportowa Mercedes-Benz Arena, galeria East Side Gallery.

## Transport
Przez dzielnicę przebiega linia metra U1 ze stacją:
- Berlin Warschauer Straße

oraz linia metra U5 z następującymi stacjami:
- Berlin Frankfurter Allee
- Samariterstraße
- Frankfurter Tor
- Weberwiese
- Strausberger Platz